# Autoroute pour le paradis
Autoroute pour le paradis (France) ou Tout le monde veut aller au ciel (Québec)  (My Way or the Highway to Heaven) est un épisode de la série télévisée d'animation Les Simpson. Il s'agit du troisième épisode de la trentième saison et du 642e de la série.

## Synopsis
Les citoyens de Springfield se remémorent leurs actions divines tandis que Dieu et Saint-Pierre se demandent quels individus méritent d'aller au Paradis...

## Réception
Lors de sa première diffusion, l'épisode a attiré 2,52 millions de téléspectateurs.